# Hoplideres punctatus
Hoplideres punctatus är en skalbaggsart som beskrevs av Reé Michel Quentin och Jean François Villiers 1972. Hoplideres punctatus ingår i släktet Hoplideres och familjen långhorningar.
Artens utbredningsområde är Madagaskar. Inga underarter finns listade i Catalogue of Life.